# Catharus mexicanus
Tordo-de-barrete-preto ou tordo-de-cabeça-preta (Catharus mexicanus) é uma espécie de ave da família Turdidae.
Pode ser encontrada nos seguintes países: Costa Rica, Guatemala, Honduras, México, Nicarágua e Panamá.
Os seus habitats naturais são: florestas subtropicais ou tropicais húmidas de baixa altitude e regiões subtropicais ou tropicais húmidas de alta altitude.